# ريتوفري
ريتوفري (بالإستونية - Rütavere) هي قرية في مقاطعة بارنو جنوب غرب إستونيا.